# Serifa
Na tipografia, as serifas são os pequenos traços e prolongamentos que ocorrem no fim das hastes das letras. As famílias tipográficas sem serifas são conhecidas como sans-serif (do francês "sem serifa"), também chamadas grotescas (de francês grotesque ou do alemão grotesk) ou gothik.  A classificação dos tipos (também chamados de fontes) em serifados e não serifados é considerado o principal sistema de diferenciação de letras.
Tradicionalmente, os textos serifados são utilizados em blocos longos, enquanto textos sem serifa caem em textos mais curtos.

## Origem
No alfabeto romano, as serifas originaram-se do talhar das letras em pedra na antiga Itália. Os artesãos entalhariam um pequeno espaço extra no fim de cada traço das letras a fim de prevenir o acúmulo de cascalho e poeira no encave. Além disso, são consideradas uma herança da caligrafia manual na imprensa iniciada por Gutenberg. As serifas servem também para "ligar" umas palavras às outras, tornando a sua leitura mais simples.
A etimologia de "serifa" é obscura, mas não parece ser muito antiga. Aparentemente a expressão surgiu simultaneamente aos primeiros tipos sem serifa (meados do século XIX). A mais antiga citação para sans-serif em língua inglesa é encontrada no Oxford English Dictionary em 1841. O Dicionário Webster busca a origem da palavra na holandesa schreiben e na latina scribere, ambas significando "escrever".
O primeiro tipo sem serifa, porém, foi publicado por William Caslon IV em meados de 1816. O tipo somente tinha caixas altas (capitais) e não se sabe claramente como surgiram suas formas inusitadas para o período. Considera-se hoje que como desenho esta sans serif tinha pouco valor.

## Exemplos

### Tipos serifados
- Bembo
- Bodoni
- Caslon
- DejaVu Serif
- Didot
- Garamond
- Liberation Serif
- Palatino
- Times New Roman
- Plantin
- Ionic

### Tipos sem serifa ou bastonados
- Akzidenz-Grotesk
- Arial
- Arial Black
- Avantgarde
- Calibri
- Comic Sans
- DejaVu Sans
- Franklin Gothic
- Frutiger
- Futura
- Gill Sans
- Helvetica
- Impact
- Liberation Sans
- MS Sans Serif
- Optima
- Segoe UI
- Tahoma
- Univers
- Verdana